# Hugh Clive Buckley
Sir Hugh Clive Buckley, britanski general, * 1880, † 1962.